# Annette Weiwers-Probst
Annette Weiwers-Probst (Luxemburg-Stad, 1950) is een Luxemburgs kunstschilder en graficus.

## Leven en werk
Weiwers-Probst is een dochter van de schilder Joseph Probst (1911-1997) en keramiste Colette Wurth (1928-2008). Ook haar oom Émile Probst schilderde. Ze volgde een kunstopleiding in Brussel (1969-1972) en werd vervolgens kunstdocent aan de École des Arts et Métiers in Luxemburg-Stad.
Weiwers-Probst nam deel aan diverse exposities en won een aantal kunstprijzen. Op de Biennale des Jeunes in Esch-sur-Alzette (1977) won ze 5000 francs met haar zwart-op-wit drogenaaldwerken. Samen met onder anderen haar vader en Lucien Wercollier nam ze deel aan de Biennale Internationale d'Art Contemporain in Brest (1979). Weiwers-Probst exposeerde solo bij galerie Kutter (1982, 1992) in Luxemburg-Stad. Ze nam ook meerdere keren deel aan de Salon du CAL, de jaarlijkse tentoonstelling van de Cercle Artistique de Luxembourg. In 1989 won ze daar de Prix Grand-Duc Adolphe voor haar werk.
In 2003 waren werken van Weiwers en haar vader, naast dat van onder anderen Per Kirkeby, Emile Kirscht, Robert Mapplethorpe, Sonja Roef, Michel Stoffel en Lucien Wercollier te zien in een tentoonstelling met kunst uit de privécollectie van groothertogin Charlotte van Luxemburg in het Musée National d'Histoire et d'Art.
- KulturNav: cd302bda-834f-45f0-8c0e-46950ce8659b
- Musée national d'archéologie, d'histoire et d'art: lkl001922